# Karel Robert Douglas
Karel Robert graaf Douglas (24 april 1880 - 26 augustus 1955), was een Zweeds edelman, afstammeling van Robert Douglas (1611-1662), graaf van Skänninge.
Na een lange periode als vrijgezel trouwde hij op 29 april 1939 met Augusta Victoria van Hohenzollern, dochter van Willem van Hohenzollern en Maria Theresia van Bourbon, prinses van de Beide Siciliën. Augusta Victoria zelf was de weduwe van de naar Engeland uitgeweken ex-koning van Portugal, Emanuel II. 